# Vestre Synstholmen
Vestre Synstholmen est une île norvégienne dans le landskap Sunnhordland du comté de Vestland. Elle appartient administrativement à Øygarden.

## Géographie
Rocheuse et couverte d'arbres, elle s'étend sur environ 199 m de longueur pour une largeur approximative de 116 m. A moins de 300 m d'elle, plus au sud se trouve Austre Synstholmen qui à pratiquement les mêmes caractéristiques. 